# Franz Anton Wyrsch
Franz Anton Wyrsch (Buochs, 7 maggio 1737 – Sankt Katharinental, 5 febbraio 1814) è stato un politico e commerciante svizzero.

## Biografia
Figlio di Johann Melchior Wyrsch, tesoriere, e di Marie Susanna Achermann. Cattolico, fu commerciante di professione e ricoprì presto diverse cariche pubbliche nel Canton Nidvaldo, tra cui membro del consiglio nel 1755, responsabile del dazio nel 1756, tesoriere cantonale dal 1761 al 1764, vicelandamano tra il 1765 e il 1774 e infine sei volte Landamano tra il 1780 e il 1797. Ricoprì anche diversi altri incarichi locali, tra cui cancelliere a Engelberg tra il 1775 e il 1780, balivo nel Rheintal tra il 1782 e il 1784) e preposto al sale tra il 1782 e il 1795.
Nel 1756 sposò Marie Rosa Epp, figlia di Johann Joachim Epp. Oratore popolare di grande talento, fu leader dei conservatori, ma si adattò discretamente alla Repubblica Elvetica. Ciononostante, venne arrestato e detenuto una prima volta a Basilea nel 1799 e una seconda volta il 10-11 novembre 1802 a Aarau. In questo periodo fu anche membro del Gran Consiglio elvetico nel 1798, prefetto distrettuale elvetico tra il 1801 e il 1802 e landamano nel 1802.
Con la fine della Repubblica fu ancora quattro volte landamano dal 1803 al 1809 e alfiere nel 1804. Nel 1810, a causa della sua precaria situazione finanziaria, si ritirò dalla politica e lasciò Nidvaldo.